# Aeroport de Hiroshima
L'Aeroport de Hiroshima (japonès: 広島空港, Hiroshima Kūkō) (codi IATA: HIJ, codi OACI: RJOA) és un aeroport del Japó ubicat a la població de Mihara, a la prefectura de Hiroshima. Es troba 50 km a l'est de la ciutat de Hiroshima. És l'aeroport més important de la regió de Chūgoku.

## Història
El Nou Aeroport de Hiroshima es va inaugurar el 1993 per a substituir l'antic aeroport de Hiroshima, que va passar a anomenar-se aeroport de Hiroshima-Nishi. L'antic aeroport tenia una ubicació més propera al centre de la ciutat, però era massa petit per a rebre avions grans i no tenia espai per a expandir-se. Només un any després, el 1994, ja va passar a anomenar-se directament aeroport de Hiroshima Airport.
La pista d'aterratge tenia inicialment una longitud de 2500m (700m més que la de Hiroshima-Nishi). El 2001 es va allargar fins als 3000m.

## Incidents

Diagrama de l'aterratge del vol 162 d'Asiana Airlines a Hiroshima

El 14 d'abril de 2015, el vol 162 d'Asiana Airlines, operava un avió Airbus A320 que va sortir-se de la pista durant l'aterratge. Era un vol internacional de passatgers que provenia de l'Aeroport Internacional d'Incheon, Seül. De les 81 persones que hi havia a bord 27 van resultar ferides (25 passatgers i 2 tripulants). La causa de l'accident va ser que l'avió havia impactat amb una antena localitzadora del Sistema d'aterratge instrumental (ILS) de l'aeroport. L'aeroport va reobrir el 17 d'abril però sense l'ILS durant uns mesos.